# حي العود
حي العود ويُكتب أيضًا **العود** هو قرية سابقة وأحد الأحياء السكنية في مدينة **الرياض، المملكة العربية السعودية**. يقع الحي جنوب **المِرقَب** وغرب **حي الصالحية**، ويتبع **بلدية البطحاء الفرعية**.و ينسب حي العود الى عود الحفصي.
يمتد **حي العود** على مساحة **291 هكتارًا**، ويضم **مقبرة العود** الشهيرة. يحدّه **حيا حي جبرا والبطحاء** من الغرب، بينما تحدّه **أحياء حي الصالحية وحي غبيرة** من الشرق.في حي العود توجد مقبرة العود مقبرة الملوك.

## في الثقافة الشعبية
تم تصوير الحي في فيلم الدراما السعودي **"حد الطار"** الصادر عام 2020.